# Bagrawan
Bagrawan – wieś w Armenii, w prowincji Szirak. W 2011 roku liczyła 792 mieszkańców.